# St-Victor (Marseille)

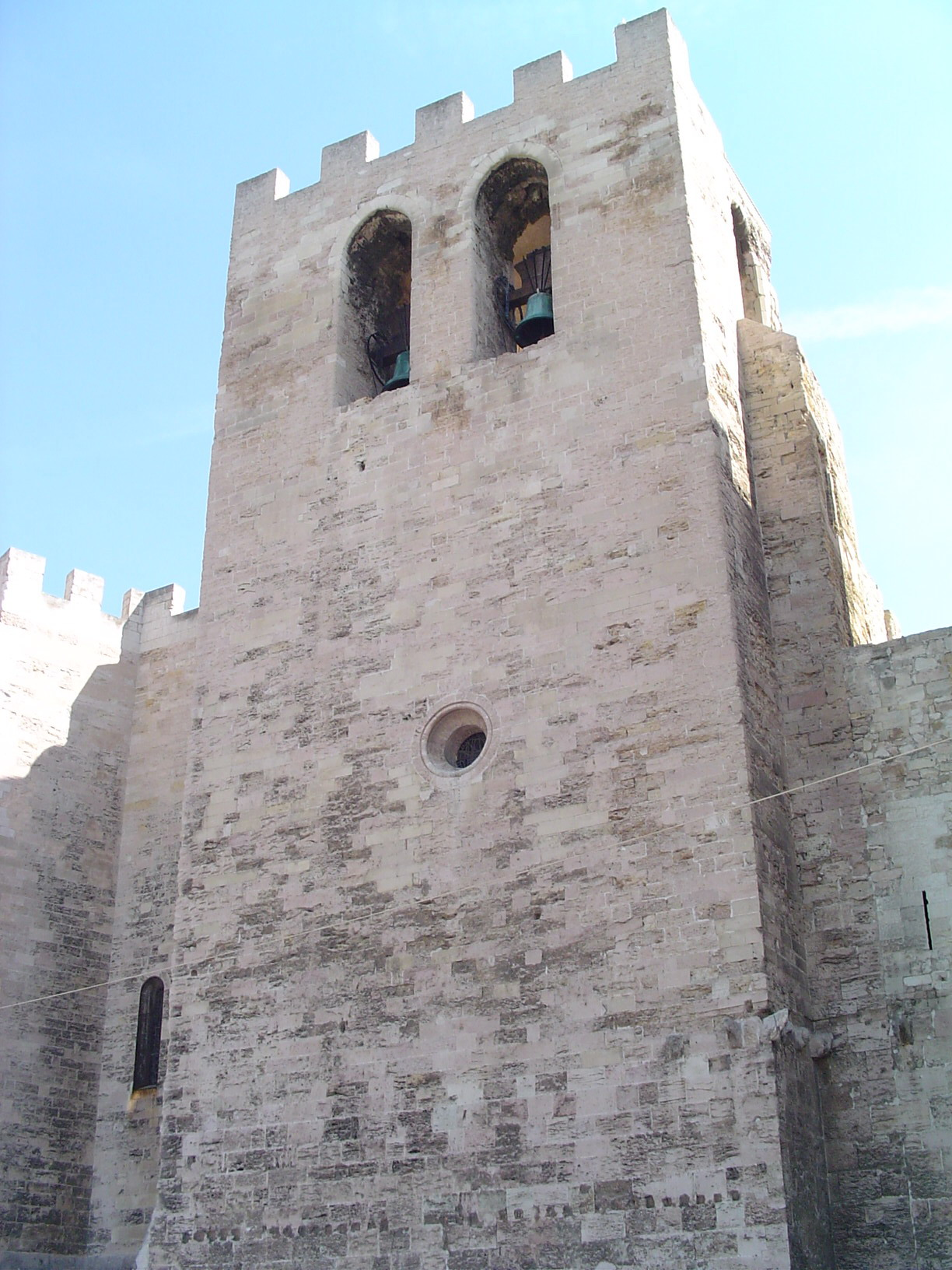
Glockenturm

Die Abtei Saint-Victor de Marseille wurde im frühen 5. Jahrhundert durch Johannes Cassianus (um 360 – um 435) in der Nähe der Gräber der Märtyrer von Marseille gegründet. Unter diesen Gräbern war namengebend Viktor von Marseille, † 303 oder 304. Die Abtei ist seither, fast ununterbrochen, eines der Zentren des Katholizismus in Südfrankreich.
Der Gründer war Mönch in Bethlehem, Wandermönch in Ägypten, Diakon von Johannes Chrysostomos (344/49–407) in Konstantinopel, Priester in Antiochia oder Rom, befand sich im Jahr 416 im damaligen Massilia, wo Proculus, der Bischof von Marseille, ihn damit beauftragte, am Südufer des Lacydon, des Alten Hafens, ein Kloster zu gründen. Vom Ende des 10. bis zum 18. Jahrhundert lebten hier Benediktinermönche.

## Geschichte

### Antike
Im Römischen Reich war die Gegend um die spätere Abtei ein Steinbruch gewesen. Eine Grotte in diesem Steinbruch wurde später zu einer christlichen Nekropole, die vielleicht um die Überreste der Märtyrer Volusianus und Fortunatus angelegt worden war. Gemäß der Tradition soll Johannes Cassianus um diese Grotte (heute die Kapelle Notre-Dame des Confessions) herum ein Kloster errichtet haben. Historisch ist die Existenz eines Klosters um diese Zeit nicht gesichert, ein frühchristliches Heiligtum seit dem 5. Jahrhundert ist aber archäologisch nachgewiesen.
Viktor von Marseille, der unter einem Mahlstein zerquetscht wurde, weil er sich weigerte, dem christlichen Glauben abzuschwören, und der der Abtei seinen Namen gab, war – nach Eucherius von Lyon, Erzbischof von Lyon im 5. Jahrhundert – Offizier in der Thebaischen Legion, die vollständig aus Christen bestand, und von denen viele während der Verfolgungen Diokletians und Maximians im Jahr 303 zu Tode kamen.

### Mittelalter
Von 750 bis 960 war Saint-Victor die Residenz der Bischöfe von Marseille. Karl der Große übertrug der Abtei das Salzrecht, die Zoll- und Ankergebühren im Hafen von Marseille. Ludwig der Fromme und Lothar I. bestätigten diese Privilegien.
Ende des 9. oder Anfang des 10. Jahrhunderts wurde die Abtei durch Sarazenen-Überfälle zerstört. Honorat II., Bischof von Marseille seit 948 und Verwandter des ersten Vizegrafen von Marseille ließ das Kloster wieder aufbauen. Sein Verwandter Pons I., Bischof ab 977, setzte diese Arbeit fort.
977 wurde Saint-Victor ein Benediktinerkloster, als ersten Abt wählten die Mönche im Jahr 1005 Wilfredus (oder Guilfred). Papst Johannes XVIII. († 1009) gewährte der Abtei eine Reihe von wichtigen Privilegien, die den Reichtum des Klosters begründeten und von vielen Päpsten in der Folge bestätigt wurden. Um 1020 bis 1047 war der katalanische Mönch Isarn Abt von Saint-Victor; unter dessen Regierung die Macht des Klosters so stark wuchs, dass Papst Benedikt IX. im Jahr 1040 die Kirche weihte, und Isarn nach seinem Tod am 24. September 1047 heiliggesprochen wurde.
Am 28. September 1362 wurde Abt Guillaume de Grimoard zum Papst gewählt, er nahm den Namen Urban V. an. Nach seinem Tod in Avignon 1370 wurde sein Körper nach Saint-Victor überführt.
Von 1570 bis 1588 war Giulio de Medici Abt von Saint-Victor. Die Historiker verdächtigen ihn, die Bibliothek der Abtei – deren Inventar im 12. Jahrhundert schriftlich festgehalten wurde – geplündert zu haben. Jules Mazarin, Abt seit 1655, wird ebenfalls verdächtigt, sich einen Teil der Bücher angeeignet zu haben.

### Auflösung der Abtei
Am 17. Dezember 1739 ordnete Papst Klemens XII. die Aufhebung der Abtei an. 1794 wurden das Kloster und zwei Kirchen ausgeraubt, die Reliquien verbrannt, Gold und Silber zum Schlagen von Münzen benutzt, und die Gebäude in ein Strohlager und ein Gefängnis umgewandelt.

### 20. Jahrhundert
1936 wurde die Kirche in den Rang einer Basilica minor erhoben. 1963 begannen die Stadt Marseille und das Kulturministerium mit einer vollständigen Renovierung der Kirche, die 1997 in der Liste der Monuments historiques aufgenommen wurde.

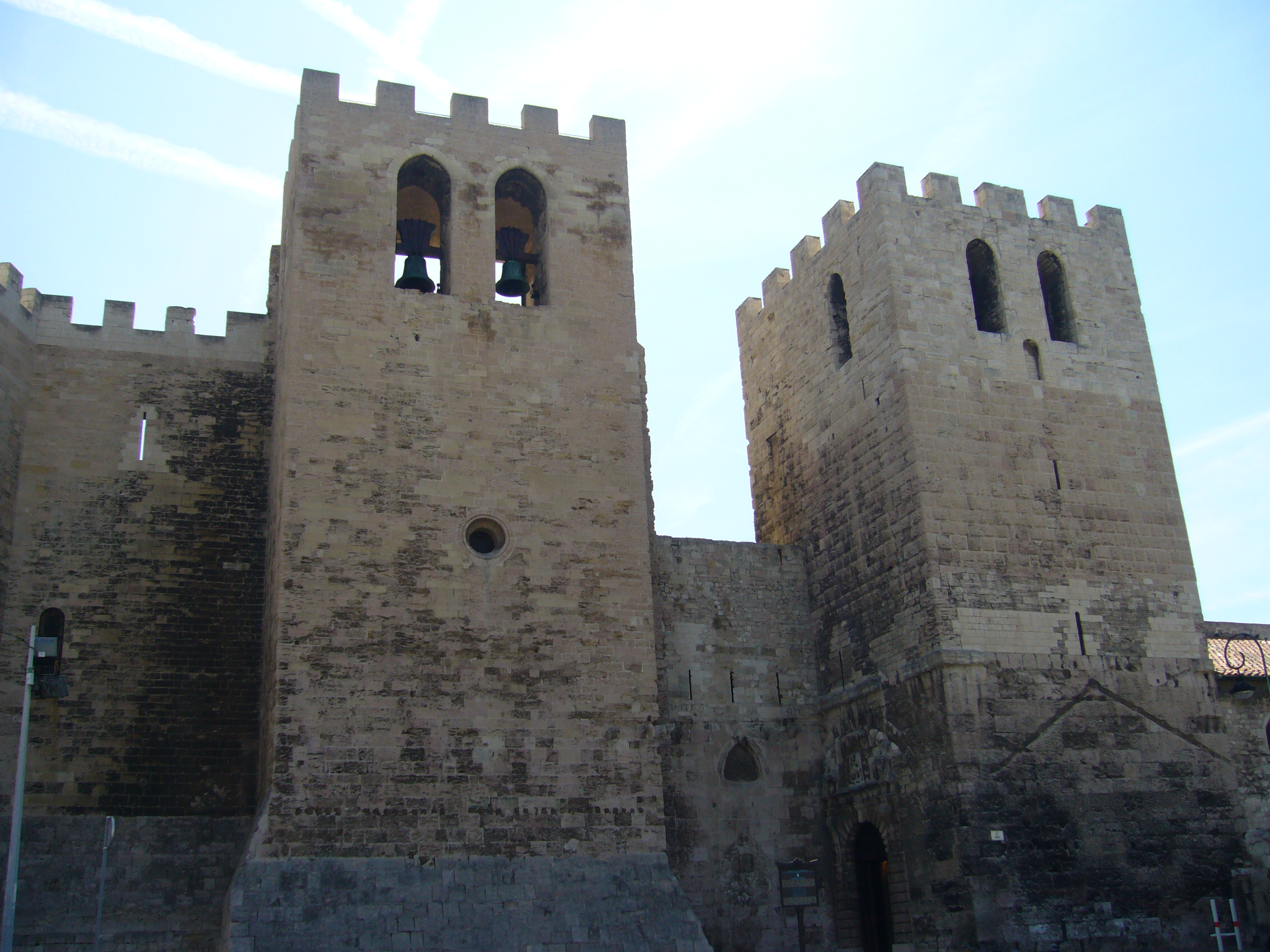
Frontansicht der Abtei mit den beiden befestigten Türmen
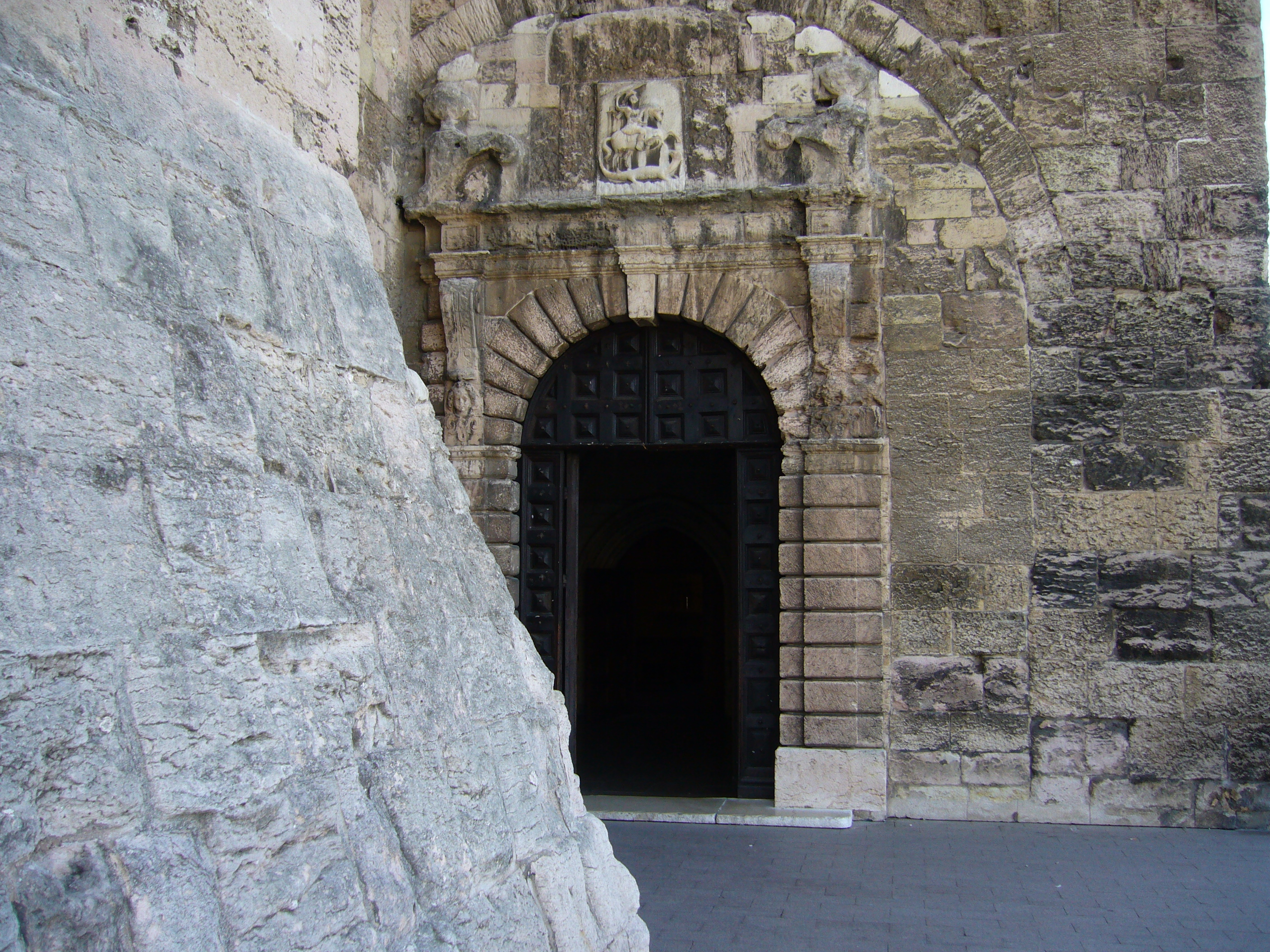
Eingang zur Klosterkirche
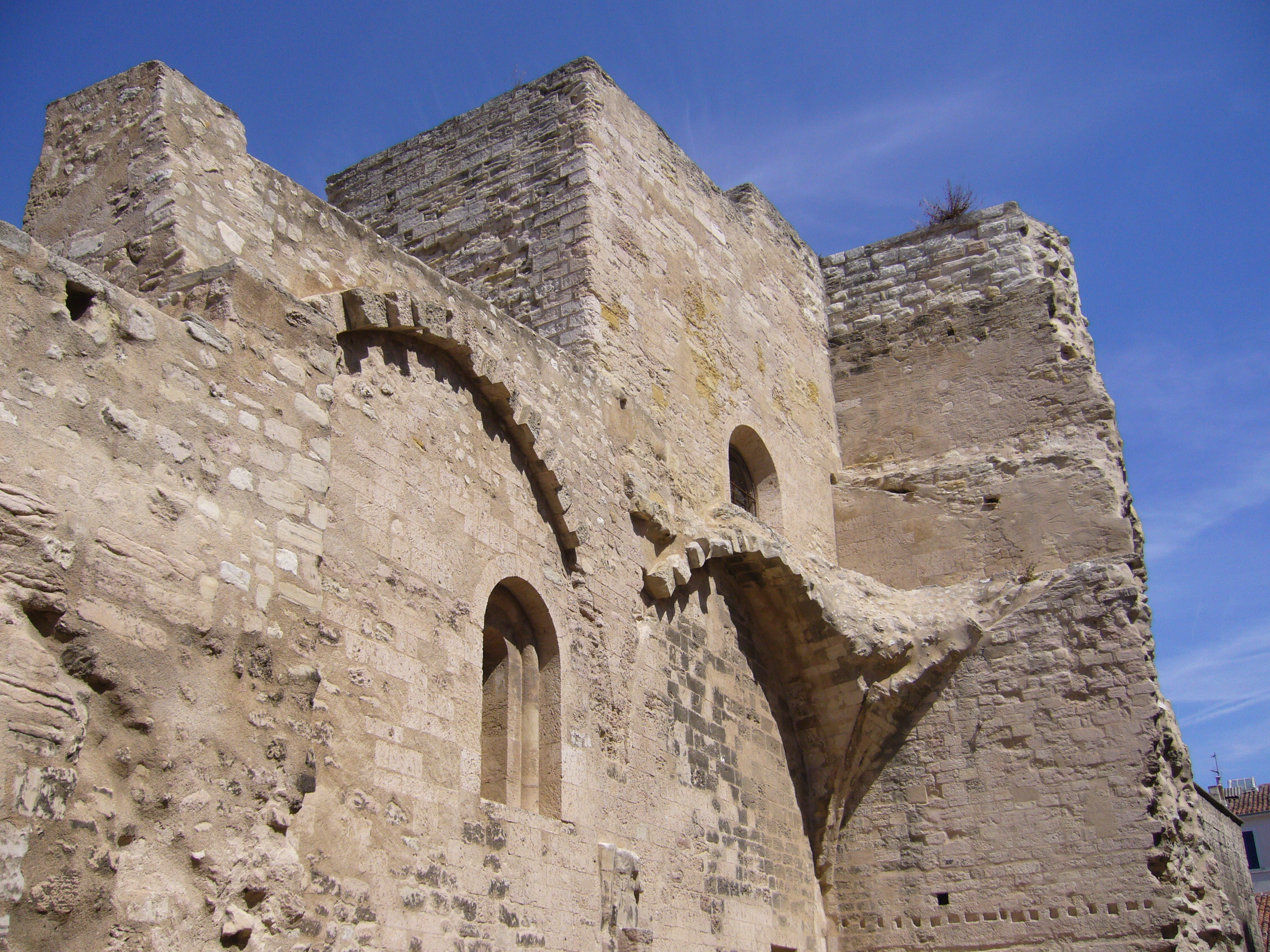
Rückseite der Abtei Saint Victor
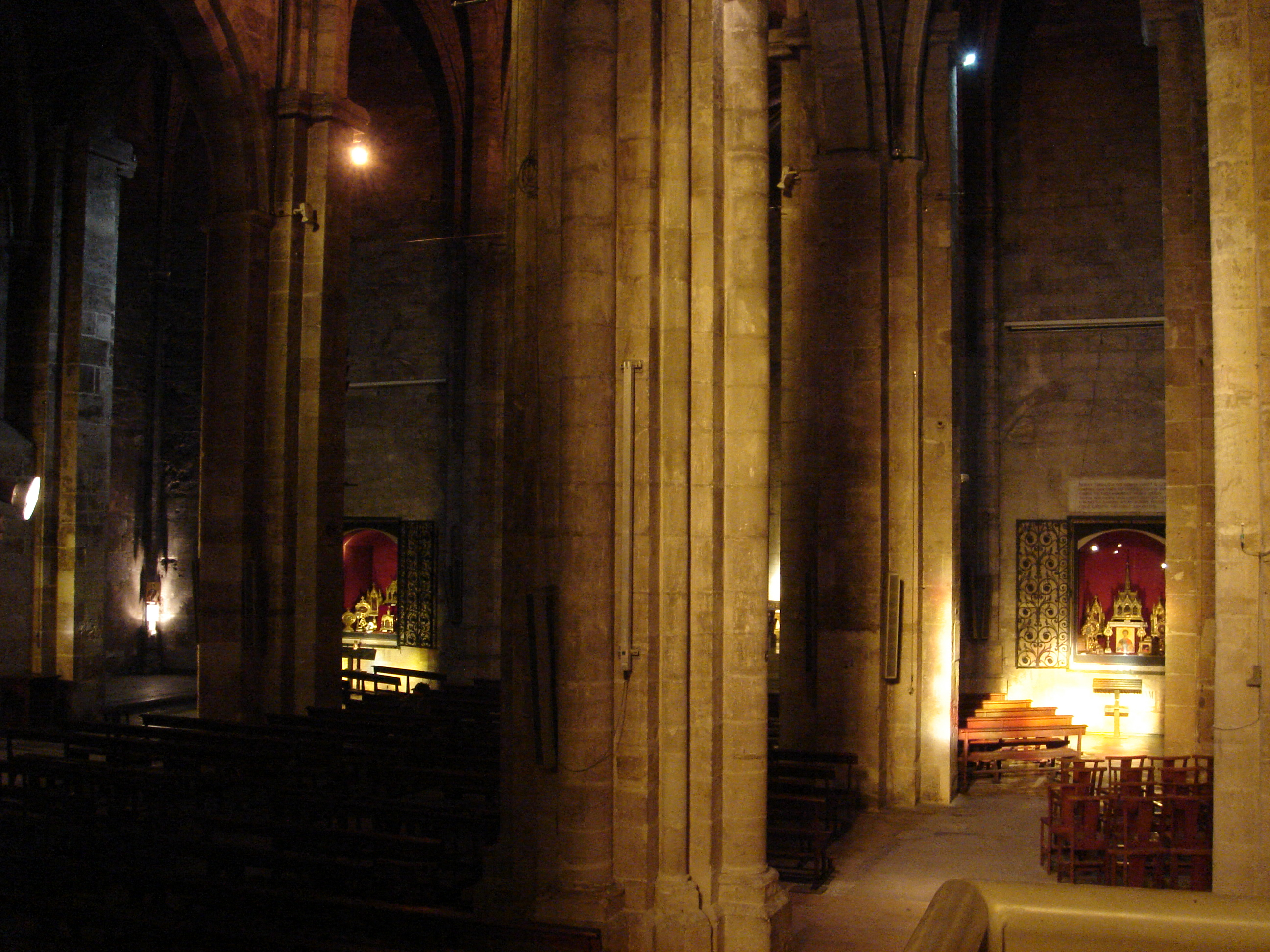
Lichtspiele in der fast fensterlosen Saint Victor

## Kirchenbau
Die Kirche, in deren Architektur sich romanische und gotische Elemente mischen, wurde vom 12. bis zum 14. Jahrhundert erbaut. Am ältesten sind die unteren Teile des Turms des Isarn, mit der Eingangshalle und der sich darunter in der Krypta befindenden Kapelle des hl. Andreas. Das Schiff wurde im 13. Jahrhundert unter Hugo von Glazinis erbaut. Sein Epitaph befindet sich in der Krypta. Der Chor wurde unter Papst Urban V. im 14. Jahrhundert errichtet. Hier befand sich auch dessen Grabmal, das während der Französischen Revolution verschwand.
In der Krypta unter der westlichen Hälfte der Kirche sind noch Reste der antiken Nekropole und des frühchristlichen Heiligtums sichtbar. Sie beherbergt eine bedeutende Sammlung frühchristlicher Sarkophage und Zeugnisse aus dem Mittelalter wie die Grabplatte des Abtes Isarn aus dem 11. Jh. Die Namen der Sarkophage beziehen sich in der Regel auf die Heiligen, deren Reliquien darin gefunden worden sein sollen.
Das Kloster lag früher außerhalb der Stadt, daher die wehrhafte Architektur. Die Klostergebäude wurden während der Französischen Revolution und bis zur Mitte des 19. Jahrhunderts abgerissen.

### Oberkirche

Plan der Oberkirche.

| A- Eingangshalle im Turm des Isarn | 1- Sarkophag mit Strigil-Muster und Kreuz (Ende 4. Jahrhundert) |
| B- Kapelle des Heiligen Sakraments | 2- Frühchristlicher Altartisch (5. Jahrhundert) |
| C- Schiff                          | |
| D- Rechtes Seitenschiff (Südseite) | 3- Sarkophag Abrahams bzw. der Schlüsselübergabe an Petrus (Ende 5./Anfang 6. Jahrhundert) |
| E- Linkes Seitenschiff (Nordseite) | 4- Statue der sitzenden Madonna mit Kind, Kopie einer katalanischen Skulptur aus dem 11. Jh. 5- Statue des Heiligen Viktor von Richard Van Rhijn, aufgestellt 2007                                    |
| F- Querschiff                      | 6- Gemälde der Jungfrau Maria des Marseiller Malers Michel Serre (1658–1733) 7- Reliquiar 8- Gemälde des hl. Joseph mit dem Jesuskind des Marseiller Malers Dominique Papety (1815–1849) 9- Reliquiar |
| G- Chor                            | 10- Altar 11- Standort des verschwundenen Grabs Urban des V. |
| H- Sakristei                       | |
| I- Kapelle des Heiligen Geistes    | 12- Taufbecken |
| J-Eingang zur Krypta               | |

### Krypta

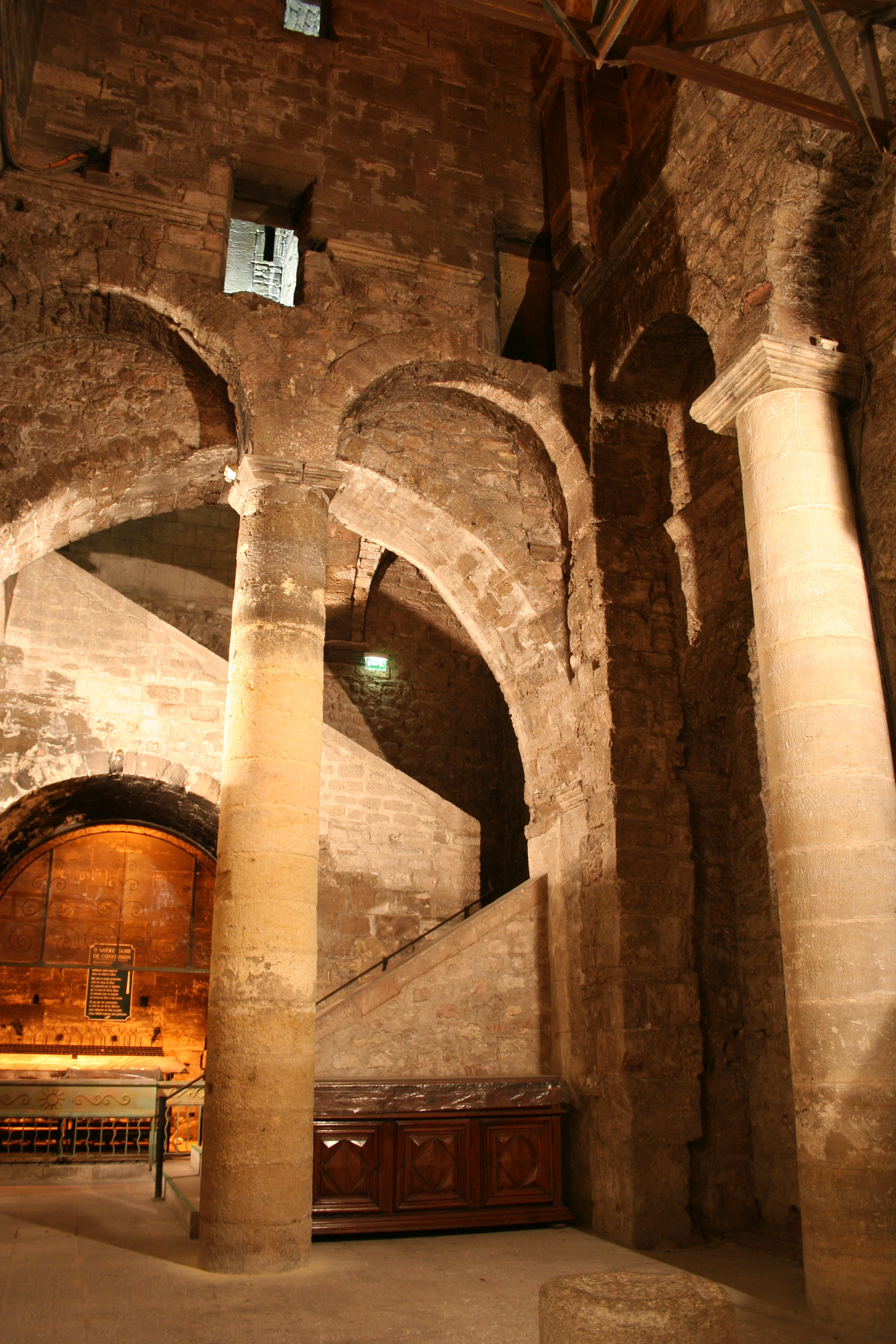
Atrium
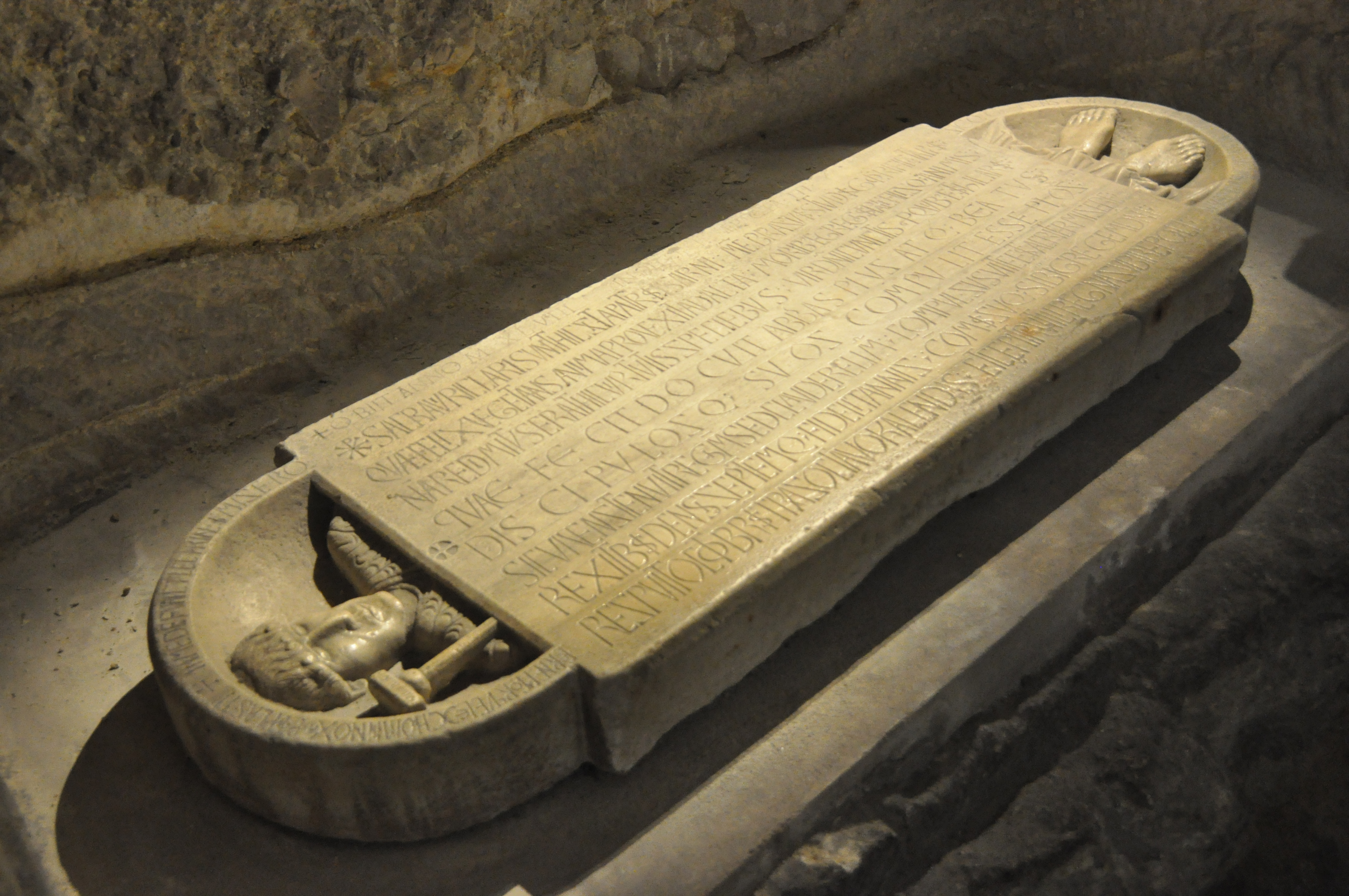
Grab des Abts Isarn
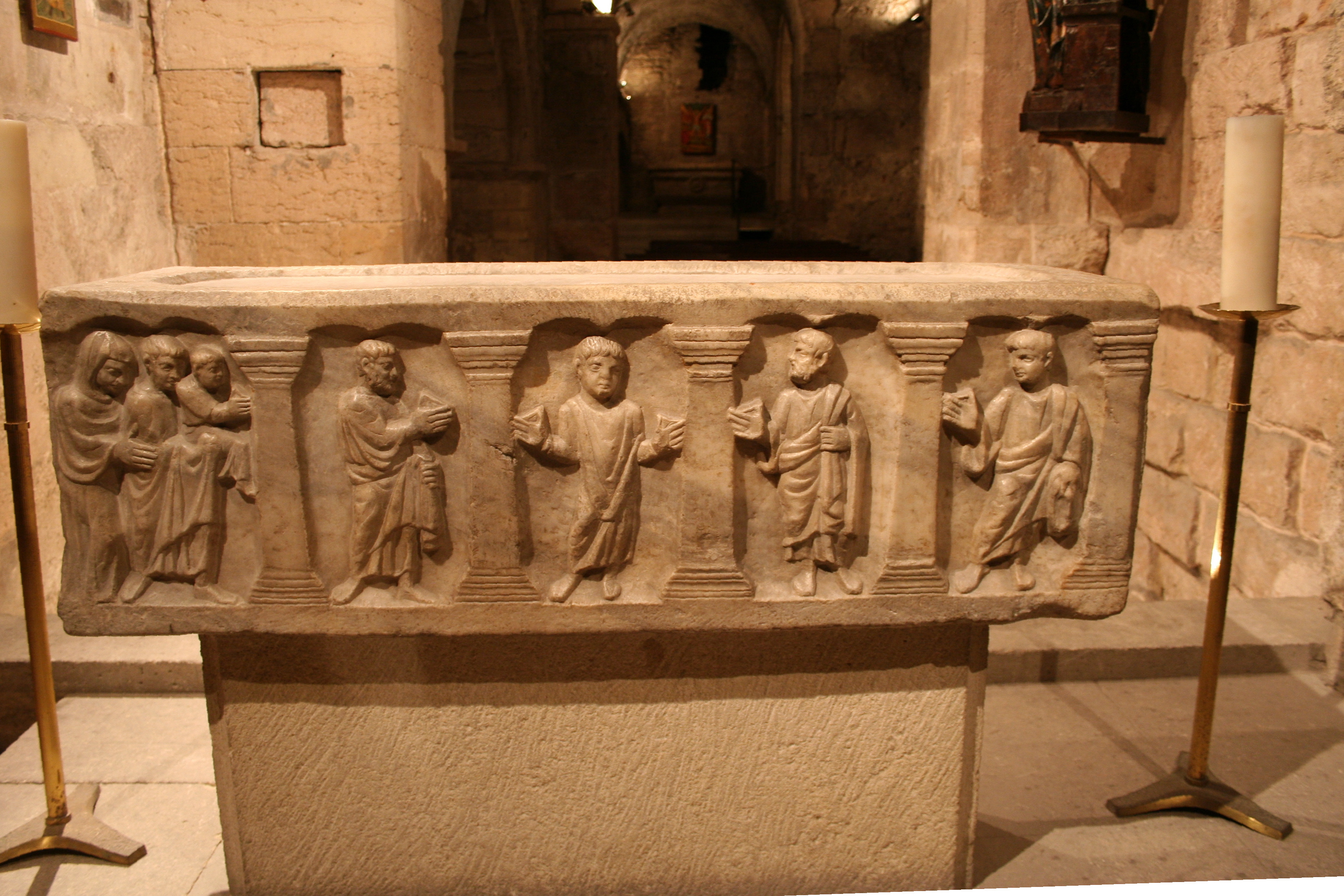
Sarkophag des hl. Cassianus
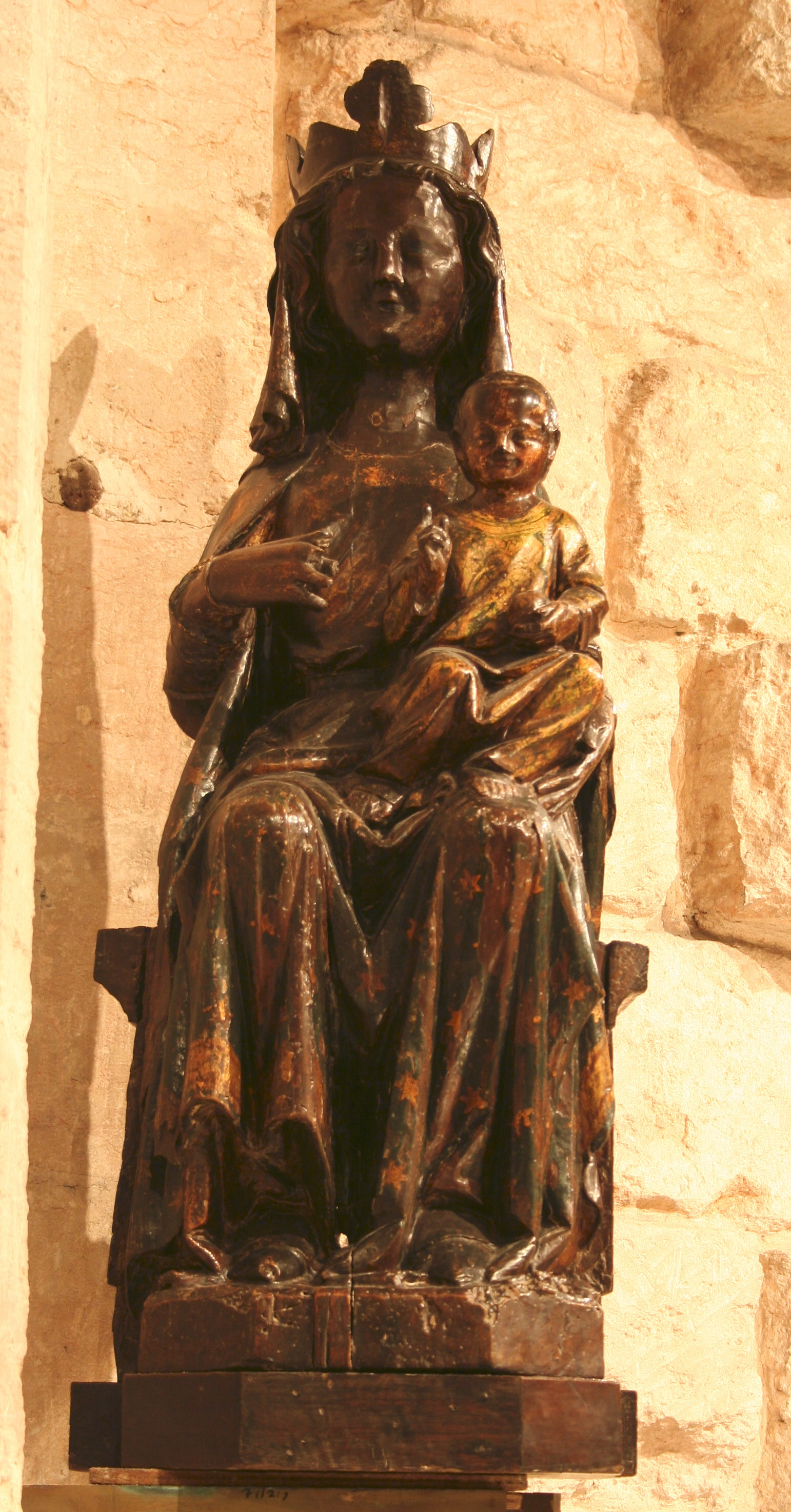
Schwarze Madonna
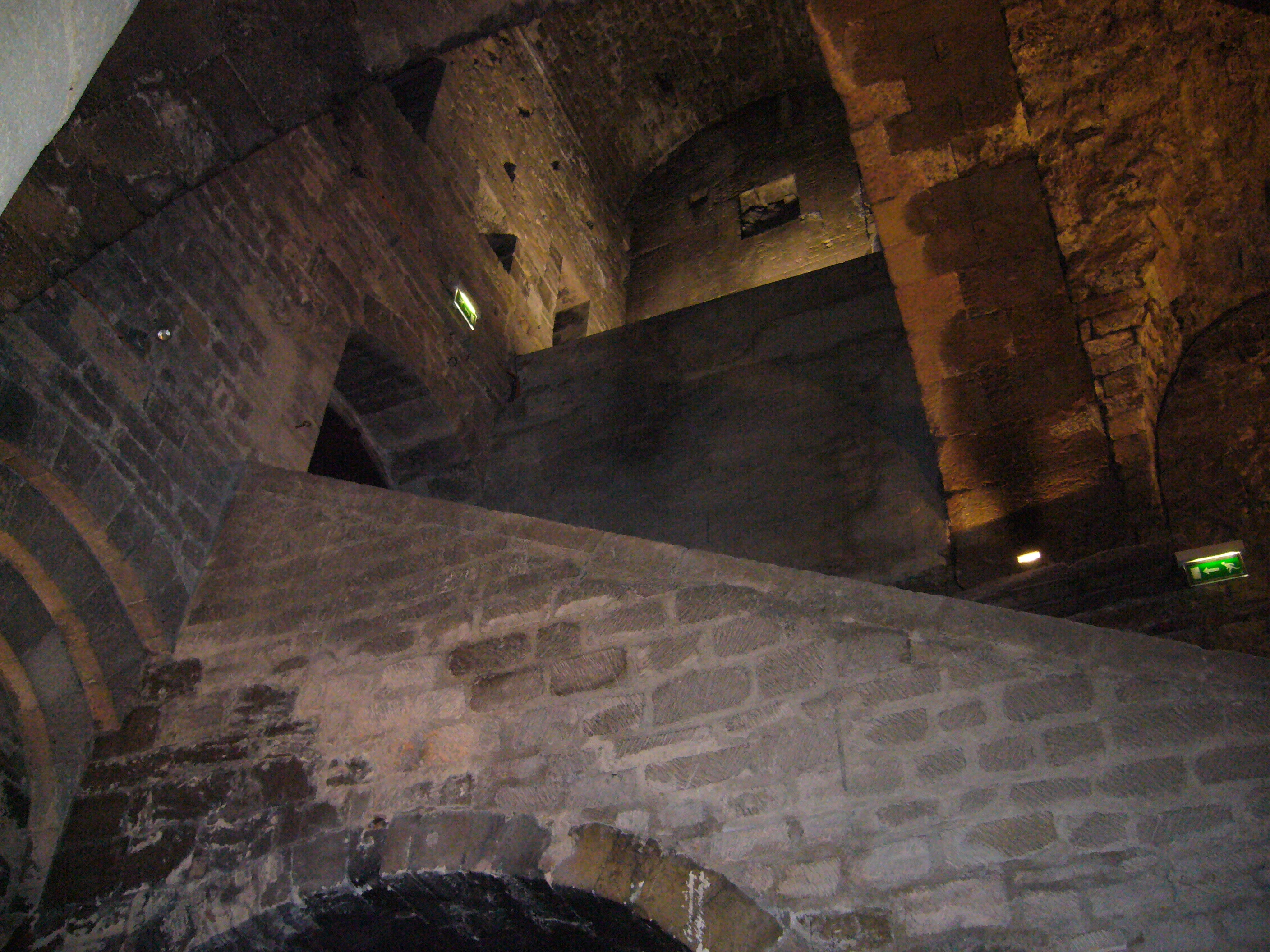
Südöstlicher Ausgang der Krypta
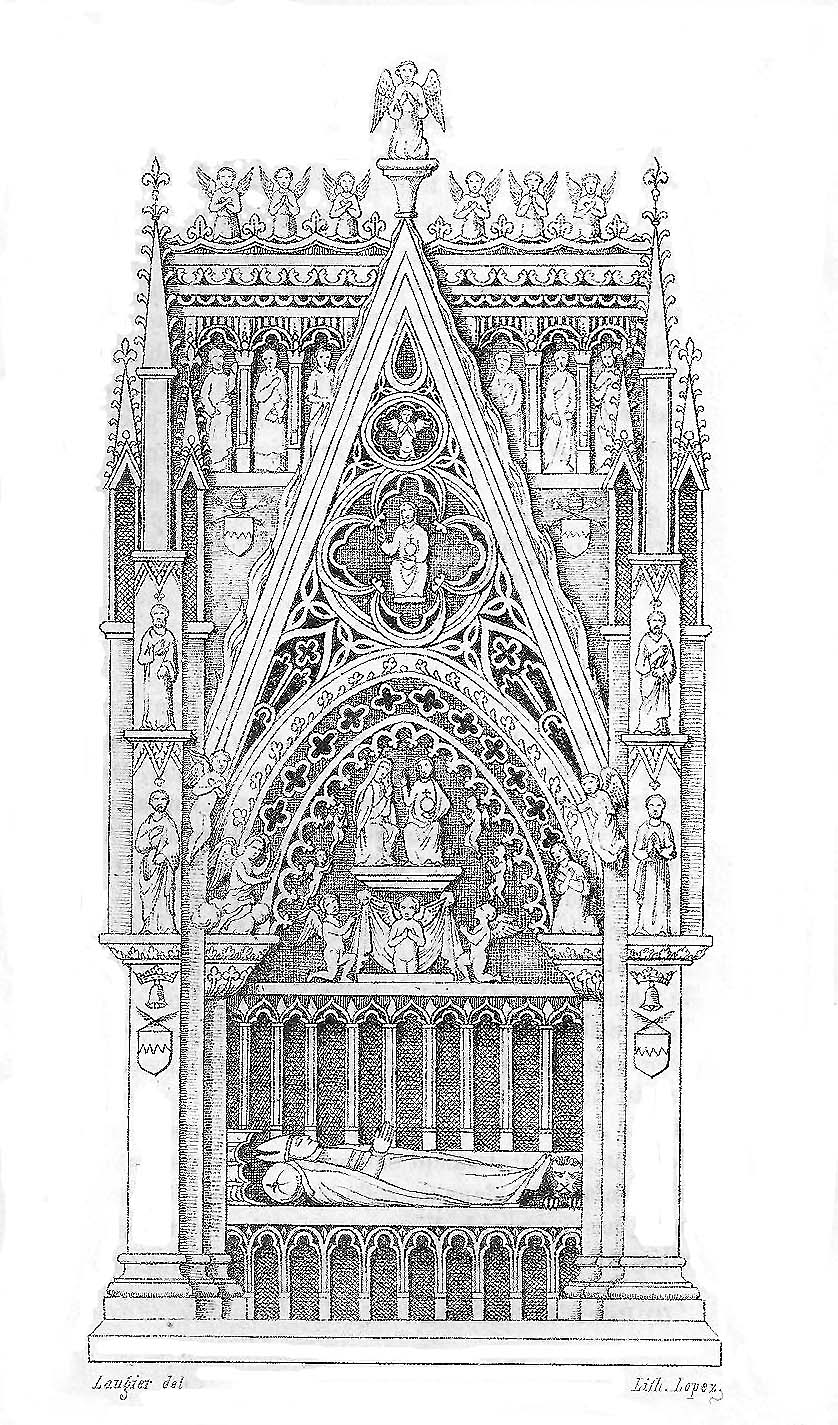
Verschwundenes Grab Urban V.

Plan der Krypta

| A- Eingangstreppe                                                                                    | |
| B- Kapelle des hl. Maurontus (Bischof von Marseille um 780)                                          | 1- Vier der Sieben Schläfer von Ephesus. Fragment eines Sarkophags vom Ende des 4. Jahrhunderts, der in Wirklichkeit die um Christus versammelten Apostel darstellt 2- Sarkophag der Gefährten des hl. Mauritius (Ende 4. Jh.) 3- Sarkophag des hl. Mauritius (Ende 4. Jh.) - Sarkophag des hl. Maurontus (2. Jh.), im Altar gegenüber der Treppe auf der Südseite der Kapelle, fehlt auf dem Plan. Heidnischer Sarkophag der Iulia Quintina, der für das Grab des hl. Maurontus wiederverwendet worden sein soll |
| C- Kapelle des Isarn und der Raum zwischen den Kapellen des hl. Andreas und Notre Dame de Confession | 4- Grabplatte des Abts Isarn (2. Hälfte 11. Jh.) 5- Epitaph für die Äbtissin (?, „religiosa“) Eusebia (vermutlich 6. Jh.), darunter Sarkophag der hl. Eusebia (Anfang 4. Jh.), gemäß Medaillon ursprünglich Grab eines Mannes aus der Senatorenschicht 6- Sarkophag der Gefährten der hl. Ursula (1. Hälfte 5. Jh.) 7- Epitaph für Hugo von Glazinis (gestorben 1250) 8- Fresko des 13. Jh., das bauende Mönche oder Arbeiter im Steinbruch darstellt |
| D- Kapelle des hl. Andreas                                                                           | Ursprünglich der Eingang des frühchristlichen Heiligtums. Später wurde hier ein X-förmiges Holzkreuz aufbewahrt, an dem Andreas gekreuzigt worden sein soll. Es wurde während der französischen Revolution zerstört |
| E- Alte Sakristei der Krypta, heute Lapidarium                                                       | 9- Epitaph des Fortunatus und Volusianus (2. oder 3. Jh.). Die Interpretation der fragmentarischen Inschrift ist umstritten: für einige handelt sie von christlichen Märtyrern, für andere von ertrunkenen Seefahrern 10- Sarkophag des thronenden Christus (5. Jh.) 11- Sarkophag mit Lämmern und Hirschen (5. Jh.) 12- Sarkophag der Anastasis (Auferstehung Jesu Christi) (Ende 4. Jh.) 13- Deckel eines antiken Sarkophags, der im 5. Jh. für eine „edle Eugenia“ wiederverwendet wurde 14- Antikes heidnisches Epitaph (2. Hälfte 2. Jh.)                                                                         |
| F- Martyrium oder Kapelle Notre Dame de Confession                                                   | Hier wurde bei Ausgrabungen 1960 ein aus dem Felsen gehauenes Zwillingsgrab aus dem 4. Jahrhundert mit zwei Skeletten entdeckt, das als Märtyrergrab interpretiert wurde, evtl. von Fortunatus und Volusianus, was aber von der Wissenschaft angezweifelt wird 15- Schwarze Madonna Notre Dame de Confession, Holzstatue aus dem Mittelalter, wird vor allem an Lichtmess (franz. Chandeleur, 2. Februar) verehrt 16- Als Altar verwendeter Sarkophag des hl. Johannes Cassianus (1. Hälfte 5. Jh.), Grab eines Kindes 17- Sarkophag der hl. Chrysanthus und Daria (Ende 4. Jh.), Darstellung der Auferstehung Christi |
| G- Kapelle des hl. Lazarus                                                                           | Hier mischte sich die Verehrung für den biblischen Lazarus, der Legende nach erster Bischof von Marseille, mit der Verehrung für Lazarus, Bischof von Aix im 5. Jahrhundert, der hier begraben worden sein soll. Das Gesicht über der Säule aus dem 11. Jahrhundert rechts des Eingangs soll ihn darstellen. Im hinteren Teil der Kapelle sind hinter einem Gitter Teile der spätantiken Grabkammer zu sehen 18- Sarkophag der Unschuldigen Kinder (2. Jh.), heidnischer Kinder-Sarkophag |
| H- Atrium, an der Stelle des frühchristlichen Heiligtums.                                            | Neun hier noch vorhandene antike Säulen wurden 1801–1802 entfernt, drei davon sind in Marseille noch vorhanden: Denkmal des Homer Kreuzung Rue Moustier/Rue d'Aubagne, Pest-Säule Ecke Rue des Trois Mages/Rue de la Bibliothèque, antike Säule beim Museum Borély 19- Mosaik-Fragment (5. Jh.) |
| I- Kapelle des hl. Blasius                                                                           | |
| J- Kapelle des hl. Hermes                                                                            | Sarkophag der Hl. Hermes und Adrian (nicht auf dem Plan). Sarkophag aus dem 6. Jh. aus Stein aus Cassis, der die Schlüsselübergabe an Petrus darstellt |
| K- Alter Zugang zur Krypta                                                                           | |